# Подвійний астероїд

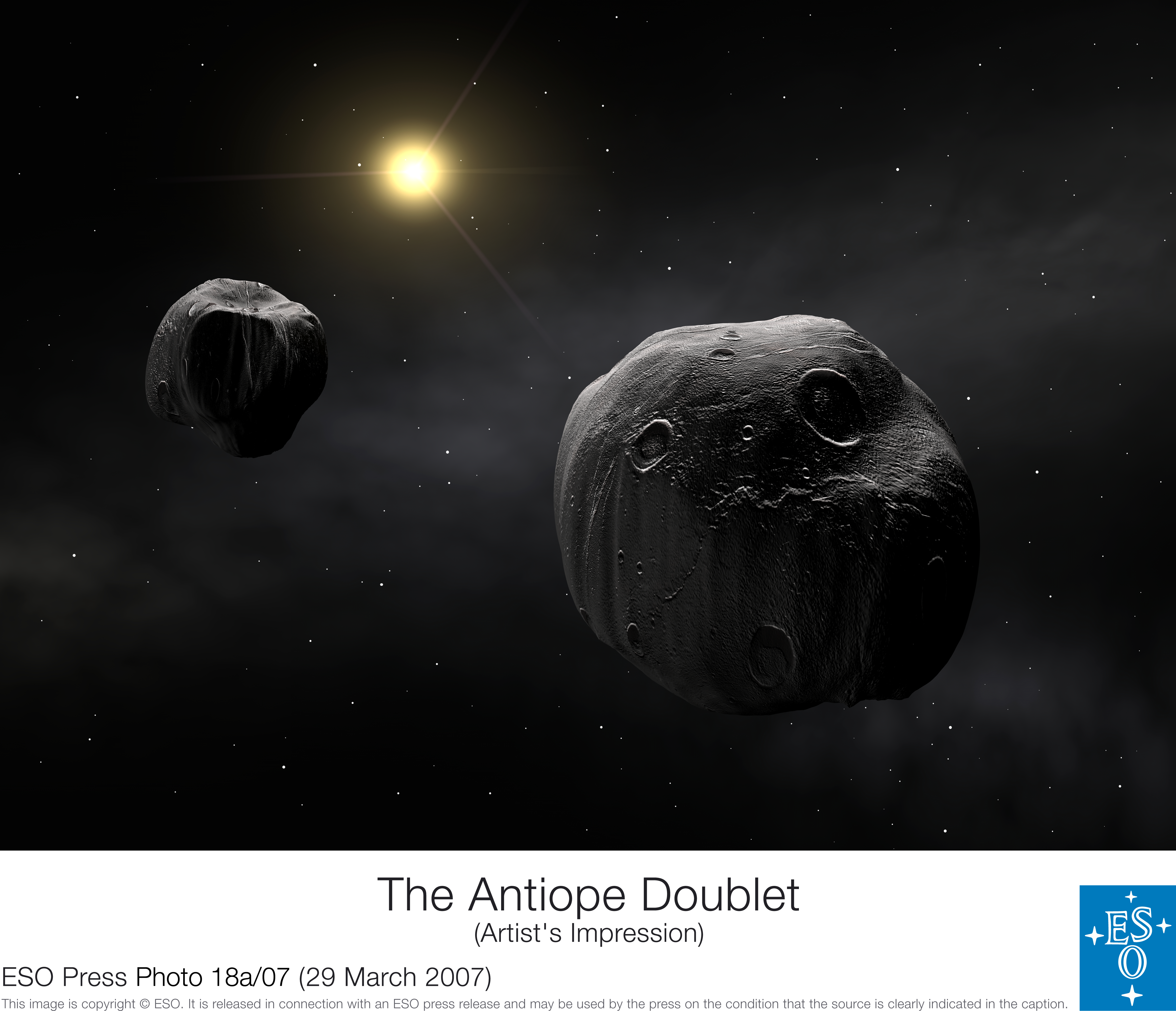
Подвійний астероїд 90 Антіопа

Подвійний астероїд — це система з двох астероїдів, гравітаційно пов'язаних один з одним, що обертаються навколо спільного центру мас, подібно подвійній системі зір. Найпершим відкритим бінарним астероїдом став астероїд 243 Іда, подвійність якого було встановлено під час прольоту повз нього космічного апарата «Галілео» в серпні 1993 року. Відтоді в астероїдному поясі було відкрито ще кілька подвійних систем.
Якщо астероїди приблизно однакового розміру, то центр мас такої системи приблизно посередині між ними; наочним прикладом такої системи є астероїд 90 Антіопа. Якщо супутник сильно поступається розмірами основному астероїду, то центр мас розташований всередині більшого астероїда. До таких систем належить більшість відомих бінарних систем, таких, як в астероїдів 22 Калліопа, 45 Євгенія, 87 Сільвія, 107 Камілла, 121 Герміона, 130 Електра, 283 Емма, 379 Гуенна.
Деякі ударні кратери, такі, як кратер Клірвотер у Канаді, могли бути утворені якраз при падінні бінарних астероїдів.

## Утворення

Схема руху астероїдів навколо спільного центру мас у бінарній системі

Шляхи формування бінарних систем не до кінця зрозумілі. З огляду на відмінності, що спостерігаються в їхніх фізичних характеристиках і орбітальних параметрах, можна виділити три основні механізми формування бінарних систем: 
- Випадкове захоплення малого астероїда великим астероїдом у головному поясі у результаті тісного обльоту при розсіюванні частини орбітальної енергії захопленого об'єкта для зменшення його швидкості. Захоплення малих астероїдів  практично неможливе, оскільки при захопленні супутника відбувається його сильне припливне гальмування, яке, згідно з законом збереження енергії, супроводжується дуже сильною деформацією супутника під дією припливних сил, при якій його кінетична енергія переходить у тепло. Для великих тіл таке захоплення цілком допустиме, але у випадку з тілами малої маси, такими, як більшість астероїдів, гравітації астероїда недостатньо, аби загальмувати інше відносно велике тіло з високою швидкістю (десятки км/с) настільки, щоб перевести його на стабільну орбіту навколо себе. Тому бінарні астероїди такого типу повинні були утворитися дуже давно, що виключає ті, що циркулюють в поясі астероїдів, які мають відносно короткий час життя порівняно з віком Сонячної системи, оскільки вони є жертвами явищ зіткнення, викиду та вибуху зокрема. Тому цей механізм стосується лише транснептунових об'єктів, які утворилися раніше;
- Захоплення уламків, утворених внаслідок зіткнення або тісного зближення з наймасивнішим об'єктом, що залишився або з якою-небудь великою планетою, наприклад Землею і це є переважним сценарієм формування найважливіших подвійних систем у головному поясі астероїдів. При цьому через дію внутрішніх напружень, що виникають під дією припливних сил, астероїди часто розпадаються на кілька фрагментів, які потім можуть з'єднатись у кратну систему чи просто рухатися разом близькими орбітами.

- Агрегація уламків, що викидаються силами, пов'язаними з обертальною швидкістю астероїда, за ефектом YORP, є улюбленим сценарієм астрономів для  астероїдів, що перетинають орбіту Землі, бо полягає у збільшенні швидкості обертання астероїдів неправильної форми під дією фотонів через нерівномірне альбедо поверхні. Для того, щоб відбулося викидання уламків силами обертання, головне тіло має бути слабко грудкуватого типу, що узгоджується з багатьма спостереженнями.  Висувалося припущення, що в результаті цього ефекту швидкість обертання астероїда може зрости настільки, що припливні сили розірвуть його на дві частини.[2][3]

Науковцями висувається кілька можливих способів формування подвійних систем астероїдів. Подвійні системи таких астероїдів, як 22 Калліопа, 45 Євгенія та 87 Сільвія, могли утворитися при руйнуванні материнського астероїда у результаті зіткнення з іншим астероїдом. Транснептунові бінарні системи могли утворитися ще під час формування Сонячної системи у результаті взаємного захоплення. Через велику віддаленість від Сонця їхні орбітальні швидкості — а значить, і кінетична енергія руху — дуже малі, що робить таке захоплення цілком можливим.

## Співвідношення
В принципі, немає ніяких обмежень на співвідношення розмірів між основним тілом і компаньйоном. Можливі два тіла приблизно однакових розмірів (співвідношення приблизно 1:1; приклади: 617 Патрокл, 58534 Логос, а також тіла з об'ємним співвідношенням близько 2500:1, як це видно на прикладі 243 Іда і Дактиля (для порівняння, об'ємне співвідношення Земля:Місяць становить близько 50:1). (243) Іда - перший астероїд, у якого був виявлений супутник.

## Орбітальний період
Через порівняно невелику масу астероїдів, максимальна відстань для стабільних орбіт часто становить лише кілька кратних діаметру основного тіла. Така мала відстань, у свою чергу, призводить до короткого орбітального періоду (часто більше одного витка на день).

## Поява
Через їхню близькість одне до одного припускають, що обидва тіла зроблені з одного матеріалу і утворилися одночасно поруч одне з одним, або що обидва колись утворювали тіло, від якого внаслідок обертання чи удару відокремилася частина.

## Приклад
Подвійний астероїд (175706) 1996 FG3 має співвідношення об'ємів (головне тіло:супутник) 42:1 і середню відстань 3 км (у 2-3 рази більшу за діаметр головного тіла). Період обертання супутника навколо барицентру становить 16.2 години. (175706) 1996 FG3 спочатку був обраний як основна ціль для місії ЄКА MarcoPolo-R, яка передбачала посадку на головне тіло і повернення зразків з астероїда на Землю. Наразі метою є одиночний астероїд (341843) 2008 EV5.